# Citlalli Gaona Tiburcio
Citlalli Gaona Tiburcio (México, siglo XX) es una ingeniera metalúrgica y científica de materiales mexicana cuyos intereses de investigación incluyen el tratamiento de concreto reforzado con metal para resistencia a la corrosión y el desarrollo de materiales compuestos para ambientes extremos, incluidas aplicaciones aeroespaciales y de alta temperatura.

## Biografía
Gaona-Tiburcio realizó sus estudios de pregrado en ingeniería metalúrgica en la UAM Azcapotzalco, egresando en 1993. Obtuvo una maestría en la Universidad Nacional Autónoma de México en 1997, y completó un doctorado en 1999 a través del Centro de Investigación en Materiales Avanzados (CIMAV).
Continuó trabajando como investigadora del CIMAV de 1995 a 2011. En 2013 asumió su cargo actual como docente e investigadora del Centro de Investigación e Innovación en Ingeniería Aeronáutica, en la Facultad de Ingeniería Mecánica y Eléctrica de la Universidad Autónoma de Nuevo León (UANL).

## Reconocimiento
Gaona Tiburcio es miembro de la Academia Mexicana de Ciencias.